# Tempio di Fides
Il Tempio di Fides (in latino Aedes Fidei) era un tempio minore sul Campidoglio a Roma, dedicato a Fides la personificazione romana della lealtà. .

## Storia
Il culto di Fides, divinità nota in tarda Età Repubblicana anche come Fides Publica o Fides Publica populi Romani, sul Campidoglio iniziò già con Numa Pompilio con la costruzione di un sacello (sacrarium, ἱερόν), probabilmente sul luogo del tempio successivo.
Il tempio fu dedicato (e probabilmente edificato) da Aulo Atilio Calatino nel 254 oo nel 250 a.C.; in seguito, fu restaurato e nuovamente dedicato da Marco Emilio Scauro nel 115 a.C.
Il giorno di dedicazione era il 1º ottobre.
Il tempio fu utilizzato per assemblee del Senato.
Sulle sue pareti erano esposte le tavole su cui erano iscritti i testi dei trattati internazionali. Nel 43 a.C. una forte tempesta disperse alcune di queste tavole.
In questo tempio si esponevano anche i diplomi di congedo dei militari congedati con onore.
Nel tempio si conservava un dipinto di Apelle che raffigurava un uomo anziano che insegnava ad un giovane a suonare la lira); il dipinto però andò perso e non si conosce nulla del suo aspetto, della tecnica realizzativa e del destino che ebbe.

## Ubicazione
Il tempio si trovava nella parte meridionale dell'Area Capitolina, il vasto piazzale davanti al tempio di Giove Capitolino franato a più riprese, in prossimità della Porta Pandana. In particolare sono stati riconosciuti come pertinenti al tempio di Fides alcuni materiali scoperti nei pressi della chiesa di Sant'Omobono: una parte di podio in opera cementizia, frammenti di colonne e una grande testa marmorea femminile, probabilmente l'acroterio di culto.
Alcuni attribuiscono questi resti al tempio di Ops, anche se la scoperta di iscrizioni bilingui in greco e latino con dediche di popoli dell'Asia Minore (trattati del Senato romano, databili tra la fine del II e gli inizi del I secolo a.C.) farebbe propendere per il culto di Fides: essa era infatti la dea che faceva da garante nei trattati e nei rapporti diplomatici.
| Planimetria del Campidoglio antico |
| --- |
| Area capitolina Arx Forum Romanum Fori Imperiali Velabro Tempio di Giove capitolino Tabularium Tempio di Giunone Moneta Teatro di Marcello Forum Holitorium Tempio di Bellona Tempio di Giove Feretrio Tempio di Veiove Auguraculum Iseum Tempio di Giove Custode (?) Tempio della Concordia (?) Tempio di Giove Conservatore Altare Tensarum Tempio di Giove Tonante Clivus Capitolinus Centus Gradus Porta Pandana Tempio di Giano Tempio di Giunone Sospita Tempio di Spes Tempio di Augusto Asylum Inter duos lucos Vico Giugario Campo di Marte Portico degli Dei Consenti Tempio di Vespasiano Tempio della Concordia Tullianum Clivus Argentarius Tempio di Venere Ericina Tempio di Mens (?) Tempio di Fides (?) Tempio di Ops (?) Arco di Scipione Tempio di Saturno Basilica Giulia |